# Belgian Football League
Die Belgian Football League (BFL) ist eine Amateurliga für American Football in Belgien. Die Liga besteht momentan aus 18 Mannschaften. Die Liga ist in zwei Conferences ausgeteilt – die Flemish American Football League (FAFL) und die Ligue Francophone de Football Americain de Belgique (LFFAB). Am Ende jeder Saison spielen jeweils drei Teams aus jeder Conference in den BFL-Play-offs gegeneinander um den Belgian Bowl.

## Teams

### Teams 2025
- Brussels Black Angels
- Ghent Gators
- Kasteel Tribes
- Limburg Shotguns
- Knights Mons
- Mont-St-Guibert Fighting Turtles
- Waterloo Warriors

### Ehemalige Teams
| Team                        | letzte Saison | aktuelle Liga |
| --------------------------- | ------------- | ------------- |
| Antwerp Spartans            | 2024          | Divisie 2     |
| Bruges Broncos              | 2024          | Divisie 2     |
| Brussels Tigers             | 2021          |               |
| Charleroi Coal Miners       | 2024          | Divisie 2     |
| Liège Monarchs              | 2024          | Divisie 2     |
| Ostend Pirates              | 2024          | Divisie 2     |
| Verviers-Pepinster Mustangs | 2024          | Divisie 2     |

## Belgian Bowl
Der Belgian Bowl, das Endspiel um die belgische Meisterschaft, wurde erst 1995 eingeführt und startete direkt mit der Nummer VIII.  Seit dem Jahr 2023 finden sich keine Nummerierungen mehr, stattdessen trägt das Endspiel beispielsweise den Namen Belgian Bowl 2024.
| Belgischer Meister (1987–1994) | Belgischer Meister (1987–1994) |
| ------------------------------ | ------------------------------ |
| 1987                           | Mouscron Redskins              |
| 1988                           | Brussels Raiders               |
| 1989                           | Brussels Raiders               |
| 1990                           | Brussels Raiders               |
| 1991                           | Brussels Raiders               |
| 1992                           | Leuven Lions                   |
| 1993                           | Luxemburg Red Lions            |
| 1994                           | Brussels Raiders               |

| Belgian Bowl (ab 1995) | Belgian Bowl (ab 1995) | Belgian Bowl (ab 1995)                           | Belgian Bowl (ab 1995)                           | Belgian Bowl (ab 1995)                           | Belgian Bowl (ab 1995)                           | Belgian Bowl (ab 1995) |
| Ausgabe                | Finaldatum             | Sieger                                           | Finalist                                         | Ergebnis                                         | Austragungsort                                   |                        |
| ---------------------- | ---------------------- | ------------------------------------------------ | ------------------------------------------------ | ------------------------------------------------ | ------------------------------------------------ | ---------------------- |
| VIII                   | 1995                   | Tournai Cardinals                                | Brussels Raiders                                 | 34:12                                            |                                                  |                        |
| IX                     | 1996                   | Tournai Cardinals                                | Brussels Angels                                  | 13:60                                            |                                                  |                        |
| X                      | 1997                   | Tournai Cardinals                                | Brussels Angels                                  | 98:70                                            |                                                  |                        |
| XI                     | 1998                   | Tournai Cardinals                                | Brussels Angels                                  | 16:30                                            |                                                  |                        |
| XII                    | 1999                   | Antwerp Diamonds                                 | Izegem Redskins                                  | 41:60                                            |                                                  |                        |
| XIII                   | 28. Mai 2000           | Izegem Redskins                                  | Charleroi Cougars                                | 28:00                                            | Izegem                                           |                        |
| XIV                    | 3. Juni 2001           | Izegem Redskins                                  | Brussels Tigers                                  | 22:00                                            | Gent                                             |                        |
| XV                     | 2. Juni 2002           | Brussels Tigers                                  | Antwerp Diamonds                                 | 24:14                                            | Ingelmunster                                     |                        |
| XVI                    | 2003                   | Brussels Black Angels                            | Antwerp Diamonds                                 | kampflos 1                                       |                                                  |                        |
| XVII                   | 6. Juni 2004           | Antwerp Diamonds                                 | Leuven Lions                                     | 14:00                                            | Charleroi                                        |                        |
| XVIII                  | 5. Juni 2005           | Antwerp Diamonds                                 | Brussels Black Angels                            | 13:20                                            | Tournai                                          |                        |
| XIX                    | 4. Juni 2006           | West-Vlaanderen Tribes                           | Tournai Phoenix                                  | 23:14                                            | Forest/Vorst                                     |                        |
| XX                     | 2. Juni 2007           | West-Vlaanderen Tribes                           | Brussels Black Angels                            | 35:13                                            | Brüssel                                          |                        |
| XXI                    | 31. Mai 2008           | West-Vlaanderen Tribes                           | Brussels Black Angels                            | 25:20                                            | Anderlecht                                       |                        |
| XXII                   | 31. Mai 2009           | West-Vlaanderen Tribes                           | Tournai Phoenix                                  | 12:00                                            | Brüssel                                          |                        |
| XXIII                  | 29. Mai 2010           | West-Vlaanderen Tribes                           | Brussels Tigers                                  | 36:60                                            | Sint-Agatha-Berchem                              |                        |
| XXIV                   | 4. Juni 2011           | West-Vlaanderen Tribes                           | Brussels Black Angels                            | 20:14                                            | Oostende                                         |                        |
| XXV                    | 9. Juni 2012           | Brussels Tigers                                  | Antwerp Diamonds                                 | 46:60                                            | Oostende                                         |                        |
| XXVI                   | 2. Juni 2013           | Brussels Tigers                                  | Brussels Bulls                                   | 9:0                                              | Izegem                                           |                        |
| XXVII                  | 29. Juni 2014          | Ghent Gators                                     | Brussels Tigers                                  | 38:00                                            | Izegem                                           |                        |
| XXVIII                 | 27. Juni 2015          | Brussels Black Angels                            | Brussels Tigers                                  | 13:80                                            | Sint-Niklaas                                     |                        |
| XXIX                   | 26. Juni 2016          | Ostend Pirates                                   | Brussels Black Angels                            | 16:15                                            | Sint-Niklaas                                     |                        |
| XXX                    | 1. Juli 2017           | Brussels Black Angels                            | Brussels Tigers                                  | 27:20                                            | Beringen                                         |                        |
| XXXI                   | 30. Juni 2018          | Brussels Black Angels                            | Limburg Shotguns                                 | 50:00                                            | Beringen                                         |                        |
| XXXII                  | 30. Juni 2019          | Brussels Black Angels                            | Limburg Shotguns                                 | 40:20                                            | Crossingstadion, Schaarbeek                      |                        |
|                        | 2020                   | Kein Spielbetrieb aufgrund der COVID-19-Pandemie | Kein Spielbetrieb aufgrund der COVID-19-Pandemie | Kein Spielbetrieb aufgrund der COVID-19-Pandemie | Kein Spielbetrieb aufgrund der COVID-19-Pandemie |                        |
| XXXIII                 | 27. Nov. 2021          | Limburg Shotguns                                 | Brussels Black Angels                            | kampflos 2                                       |                                                  |                        |
| 2023                   | 18. Juni 2023          | Ostend Pirates                                   | Mons Knights                                     | 27:00                                            | Gent                                             |                        |
| 2024                   | 30. Juni 2024          | Mons Knights                                     | Waterloo Warriors                                | 33:30                                            | Sint-Agatha-Berchem                              |                        |
| 2025                   | 5. Juli 2025           | Brussels Black Angels                            | Kasteel Tribes                                   | 58:60                                            | Mijnstadion, Beringen                            |                        |

### Erfolgreichste Teams
| Rang | Team                   | Titel | Teilnahmen | Jahre                                                                      |
| ---- | ---------------------- | ----- | ---------- | -------------------------------------------------------------------------- |
| 1    | West-Vlaanderen Tribes | 8     | 10         | 1999, 2000, 2001, 2006–2011, 2025                                          |
| 2    | Brussels Black Angels  | 6     | 15         | 1996–1998, 2003, 2005, 2007, 2008, 2011, 2015, 2016, 2017–2019, 2021, 2025 |
| 3    | Brussels Raiders       | 5     | 6          | 1988–1991, 1994, 1995                                                      |
| 4    | Tournai Phoenix        | 4     | 6          | 1995–1998, 2006, 2009                                                      |
| 5    | Brussels Tigers        | 3     | 8          | 2001, 2002, 2010, 2012, 2013, 2014, 2015, 2017                             |
| 6    | Antwerp Diamonds       | 3     | 6          | 1999, 2002, 2003, 2004, 2005, 2012                                         |
| 7    | Ostend Pirates         | 2     | 2          | 2016, 2023                                                                 |
| 8    | Limburg Shotguns       | 1     | 3          | 2018, 2019, 2021                                                           |
| 9    | Knights Mons           | 1     | 2          | 2023, 2024                                                                 |
| 9    | Leuven Lions           | 1     | 2          | 1992, 2004                                                                 |
| 11   | Ghent Gators           | 1     | 1          | 2014                                                                       |
| 11   | Luxemburg Red Lions    | 1     | 1          | 1993                                                                       |